# Ken Perlin
Pour les articles homonymes, voir Perlin (homonymie) et Bruit de Perlin.
Kenneth H. "Ken" Perlin est professeur au département d'informatique de l'Université de New York, fondateur du Media Research Lab de NYU, et directeur  du Games for Learning Institute. Ses intérêts de recherche comprennent le graphisme, l'animation, le multimedia, et les sciences de l'éducation. Il a développé ou a participé au développement de techniques telles que le bruit de Perlin, l'hypertexture, l'animation interactive de personnage en temps réel, et  des éléments d'interface utilisateur tels que l'interface utilisateur zoomable, la tablette graphique, ou plus récemment, les dispositifs multi-touch bon marché. Il est également Chief Technology Advisor de ActorMachine, LLC.
Son invention de 1985, le bruit de Perlin est devenue un standard de l'infographie. Le processus de superposition de multiples couches transformées et colorées de bruit de Perlin et formes dérivées de bruit est utilisé pour créer une grande variété de textures naturalistes et chaotiques en infographie — il peut être utilisé pour simuler de façon très réaliste des nuages, de l'herbe, du bois, de la pierre, de l'eau , du feu, etc.
Perlin est le directeur et fondateur du NYU Media Research Laboratory, il a également dirigé le NYU Center for Advanced Technology entre 1994 et 2004. Il a été architecte système pour l'animation générée par ordinateur pour Mathematical Applications Group, Inc. entre 1979 et 1984, période à laquelle il a travaillé sur le film Tron. Il a été au Board of Directors du chapter de New York d'ACM SIGGRAPH, et présentement, il est au Board of Directors de la New York Software Industry Association.
Perlin a reçu son Ph.D. en informatique à New York University en 1986 sous la direction de David G. Lowe, et un  B.A. en mathématiques théoriques à Harvard University en 1979. Il est professeur au Department of Computer Science de NYU.
Perlin joue du piano et de la guitare classique. Il parle couramment le français et le portugais, et il est végan.

## Récompenses
Le 11 août 2008, Perlin a reçu le Computer Graphics Achievement Award de la part de ACM SIGGRAPH.
En 2006, il a reçu le Trapcode award for achievement in computer graphics research.
En janvier 2004, il a été l'artiste vedette au Whitney Museum of American Art.
En 2002, il a reçu le Mayor's Award for Excellence in Science and Technology et le Sokol award for outstanding Science faculty at NYU.
En 1997, il a reçu un Academy Award for Technical Achievement de la part de l'Academy of Motion Picture Arts and Sciences pour ses techniques de Texture procédurale par génération de bruit , largement employées au cinéma.
En 1991, il a reçu le Presidential Young Investigator Award de la part de la National Science Foundation.